# Haravanapura, Kollegal
Haravanapura là một làng thuộc tehsil Kollegal, huyện Chamarajanagar, bang Karnataka, Ấn Độ.